# CompuSource
CompuSource Compatible Systems Inc. là một công ty máy tính tư nhân của Mỹ được thành lập và hoạt động trong những năm 1980, có trụ sở tại Minneapolis. Công ty đã bán nhiều loại bản sao của Apple II, bao gồm một dòng máy xách tay - máy tính tương thích IBM PC và CP/M .

## Lịch sử
CompuSource được thành lập vào tháng 12 năm 1982 và được đồng sáng lập bởi Joel Ronning ở Minneapolis, Minnesota. Sản phẩm đầu tiên của công ty là một bản sao của Apple II, được gọi là Orange Peel. Ronning đã ủy quyền cho nhà sản xuất phụ tùng gốc Orange Computers, Inc. để sản xuất máy tính. Nó có thể chạy phần mềm cho Apple II nhưng có một số chi tiết bị thay đổi; đồng thời, nó đã sử dụng một ROM tùy chỉnh là thiết kế sạch cho BIOS của Apple dành cho Apple II.
Khoảng 95 chiếc Orange Peel trị giá 76.000 đô la Mỹ đã được bán từ cuối năm 1982 đến đầu năm 1983, trước khi chúng bị tịch thu tại Sân bay Quốc tế Minneapolis–Saint Paul vào tháng 2 năm 1983, khi nhân viên của Hải quan Hoa Kỳ đã thu giữ bốn chiếc máy tính từ một chiếc máy bay chở hàng đến từ Toronto. Các giám đốc điều hành của Apple đã yêu cầu Cơ quan Hải quan tìm kiếm khả năng các sản phẩm của Apple đã bị làm giả trước đây; tổng cộng gần 2.000 máy tính giả đã bị tịch thu trước đó. Ronning tuyên bố rằng Orange Peel không chứa bất kỳ mã bản quyền nào của Apple cũng như không vi phạm quy định thương mại của Apple, với hình thức bên ngoài hoàn toàn khác và bàn phím có thể tháo rời. Hải quan cuối cùng đã xóa tội cho CompuSource vào tháng 3 năm 1984, gọi vụ việc là một sai sót, nhưng vào lúc đó Orange Computer đã giải thể và CompuSource chuyển sang một nhà cung cấp khác. Công ty tiếp tục bán số Orange Peels còn lại, với giá khoảng 300 đô la, giảm từ 795 đô la vào năm 1983 (tương đối rẻ so với giá Apple II vào thời điểm đó).
Ngay sau khi CompuSource thua kiện lần đầu tiên trước Hải quan vào tháng 8 năm 1983, công ty đã chuyển sang một nhà cung cấp phần cứng khác cho dòng sản phẩm bản sao tiếp theo của họ. Những máy tính này được sản xuất bởi General Fabrication Corporation có trụ sở tại Forest Lake với tên gọi Abacus. Abacus là dòng sản phẩm bao gồm cả máy tính để bàn và máy tính xách tay, loại xách tay có bàn phím và màn hình CRT 9 inch tích hợp. Cả hai đều tương thích với phần mềm được viết cho Apple II và CP/M; công ty đã xin giấy phép cho Apple DOS 3.3 từ Apple và CP/M 2.2 từ Digital Research. Ronning đã có thể tránh được cáo buộc vi phạm bằng sáng chế bằng cách làm lại thẻ điều khiển đĩa mềm của Apple dành cho Đĩa II và các sơ đồ để tạo màu tạo tác trên tín hiệu video tổng hợp.
Tùy chọn cho cả hai loại máy Abacus là thẻ mở rộng bộ nhớ, bản sao của thẻ văn bản 80 cột và thẻ tương thích PC của IBM. Loại xách tay bao  mạch cần thiết để chạy phần mềm được thiết kế cho PC IBM chạy DOS, bao gồm bộ vi xử lý Intel 8088. Khả năng tương thích của IBM phần nào bị hạn chế bởi mức trần RAM của Abacus là 192 KB—tất cả trừ các gói phần mềm cũ nhất dành cho DOS cho đến thời điểm đó đều yêu cầu nhiều hơn thế. (CompuSource đã đàm phán với Microsoft để cấp phép MS-DOS cho máy tính của họ nhưng không đạt được hợp đồng trước ngày ra mắt máy tính.) Máy tính đi kèm với Compucalc, Compuword và Compubase, tức phần mềm bảng tính, trình xử lý văn bản và cơ sở dữ liệu—tất cả đều do ArtSci của Los Angeles phát triển—cũng như ba trò chơi điện tử.
Máy xách tay Abacus được tung ra thị trường vào tháng 1 năm 1984, với 100 chiếc đầu tiên được giao cho 100 đại lý khác nhau để kiểm tra trong tháng đó. CompuSource đạt sản lượng lớn vào khoảng tháng 2, sản xuất khoảng 15.000 sản phẩm khác trong những tháng tiếp theo. Loại máy tính xách tay của Abacus có nhiều tùy chọn với một hoặc hai ổ đĩa mềm; tùy chọn đĩa cứng 10 MB đã được lên kế hoạch vào giữa năm 1984.